# Gare de Nieuport-Bains
La gare de Nieuport-Bains (en néerlandais station Nieuwpoort Bad) est une gare ferroviaire belge (disparue) de la ligne 74, de Dixmude à Nieuport (hors service). Elle était située à proximité des estacades sur la digue de Nieuport-Bains, quartier de la ville de Nieuport dans la province de Flandre-Occidentale en région flamande.

## Situation ferroviaire
Établie à 14 mètres d'altitude, la gare terminus de Nieuport-Bains était située au point kilométrique (PK) 17,760 de la ligne 74, de Dixmude à Nieuport, après la gare de Nieuport-Ville (disparue).
Le site de la gare était près de l'actuelle jonction entre la Dienstweg Havengeul et la Lombardsijdestraat.

## Histoire
La station de Nieuport-Bains est mise en service le 15 août 1869 par la Société des chemins de fer de l'Ouest de la Belgique qui la confie à la Société générale d'exploitation de chemins de fer puis à la Compagnie des chemins de fer des bassins houillers du Hainaut.
Gare terminus d'un prolongement de 2 800 mètres permettant de rejoindre la station balnéaire, elle est établie à proximité des estacades, sur la digue du bord de mer. Elle n'est ouverte que pendant la saison des bains. Un prolongement de la voie sur la plage est utilisé pour enlever, dans des wagons de marchandises, le sable accumulé par les tempêtes de l'hiver.
À partir du 29 avril 1880, le service voyageurs est ouvert toute l'année, la station dépend toujours de la gare de Nieuport-Ville. Elle devient une gare indépendante le 2 janvier 1885. En 1896 elle est ouverte à tous les transports.
La Société des chemins de fer de la Flandre-Occidentale, qui avait repris l'exploitation de la ligne en 1878, est nationalisée en 1907.
Le bâtiment des recettes est dû à l'architecte Henri Fouquet. Il s'agit d'un type unique inspiré d'autres gares belges avec une aile latéral et un grand corps de logis. Les deux gares de Nieuwport, comme beaucoup de bâtiments de la ville, ont été détruites lors de la Première Guerre mondiale.
Un bâtiment provisoire, à colombages, proche de celui de la gare de Nieuport-Ville, le remplace.
Nieuport est la seule ville côtière à avoir perdu sa desserte ferroviaire. Le 18 mai 1952, la SNCB ferme la ligne 74 de Dixmude à Nieuport-Bains aux voyageurs en 1952. Inutilisés par les marchandises, les rails entre Nieuport-Ville et Nieuport-Bains sont démontés en 1966 et le reste de la ligne disparaît en 1974.
Il n'y a pas de vestiges de la gare à l'heure actuelle.